# Championnats de Hongrie d'escrime 1933
Navigation
Édition précédente Édition suivante
Les championnats de Hongrie d'escrime 1933 ont lieu le 23 avril 1933 pour le fleuret féminin, le 16 avril 1933 pour le fleuret masculin, le 30 avril 1933 pour le sabre et le 28 mai 1933 pour l'épée à Budapest. Ce sont les vingt-neuvièmes championnats d'escrime en Hongrie. Ils sont organisés par la MVSz.

## Classements
| Épreuves          | Or                              | Argent                      | Bronze                          |
| ----------------- | ------------------------------- | --------------------------- | ------------------------------- |
| Fleuret           |                                 |                             |                                 |
| Hommes individuel | Ottó Hátszeghy Honvéd Tiszti VC | Béla Bay BEAC               | Egon Meszlényi Honvéd Tiszti VC |
| Femmes individuel | Erna Bogen BEAC                 | Ilona Elek BBTE             | Margit Dany MAC                 |
| Sabre             |                                 |                             |                                 |
| Hommes individuel | Antal Zirczy Honvéd Tiszti VK   | Endre Kabos Tisza István VC | Ernő Nagy MAC                   |
| Epée              |                                 |                             |                                 |
| Hommes individuel | Endre Somogyi Honvéd Tiszti VC  | Ferenc Zöld BEAC            | Ferenc Idrányi Honvéd Tiszti VK |